# Маневич, Иосиф Михайлович
Иосиф Михайлович (Моисеевич) Маневич (22 сентября 1907, Казань — 30 ноября 1976) — советский кинодраматург, киновед, редактор, педагог.

## Биография
Родился 22 сентября 1907 года в Казани.
Учился с перерывами в шести школах: в царицынской гимназии цесаревича Алексея, в женской гимназии Стеценко, преобразованной в трудовую школу, в севастопольской гимназии (при Врангеле), в севастопольской школе первой и второй ступени им. Луначарского, в школе № 1 им. Зиновьева в Пятигорске и в школе им. Ленина в Кисловодске.
В 1930 году окончил литературный факультет Московского университета. Работал в центральной печати — в газете «Пролетарий», в «Рабочей газете», был литературным секретарем журнала «Экран», репортером газеты «Вечерняя Москва», радиогазеты «Пролетарий», заведующим информационно-массовым отделом и спецкором журнала «Техническая пропаганда» под редакцией Николая Бухарина. В 1936 году окончил аспирантуру Высшего государственного института кинематографии. 17 лет работал в Главном управлении кинофотопромышленности, Комитете по делам кинематографии при Совнаркоме СССР, в министерстве кинематографии СССР — редактором, старшим редактором, главным редактором.
13 октября 1941 года был назначен уполномоченным Комитета по делам кинематографии на Кавказе. Наблюдал за работой Тбилисской, Ереванской и Бакинской киностудий, организовывал группы кинооператоров для съемок на Закавказском фронте.
В мае 1945 года в составе трофейной бригады Комитета по делам кинематографии под руководством заместителя председателя комитета Михаила Хрипунова вылетел в Берлин. В его задачу входил вывоз фильмов из собрания рейхсфильмархива.
С осени 1954 года работал главным редактором сценарного отдела киностудии «Мосфильм».
С 1944 года преподавал во Всесоюзном государственном институте кинематографии. Долгие годы руководил мастерской на сценарном отделении института. Среди его учеников Василий Соловьёв, Валентин Ежов, Геннадий Шпаликов, Валерий Приемыхов, Эдуард Тополь и многие другие. Его ученик сценарист Александр Анненский писал о нём:

Фамилия мастера, руководителя творческой мастерской, и после окончания института на многие годы оставалась частью твоих рекомендаций, и ответ на стандартный вопрос на студиях — «А вы у кого заканчивали?» — мог в равной степени сослужить как добрую, так и не слишком, службу. На тебя как бы переносилась частица заслуг и авторитета учителя или что, правда, было редким исключением, их отсутствие. В этом смысле фамилия Иосифа Маневича всегда воспринималась весьма уважительно среди профессионалов, и то обстоятельство, что именно этот человек когда-то выбрал тебя из многих, возился с тобою несколько лет и дал возможность получить диплом кинодраматурга, ценилось высоко.
В 1960—1967 годах читал курс лекций по кинодраматургии на Высших курсах сценаристов и режиссёров.
В 1972 году защитил диссертацию на соискание учёной степени доктора искусствоведения на тему «Кино и литература».
Профессор. Член Союза кинематографистов СССР.
Выступал в печати с 1928 года. Автор ряда книг и многих статей по вопросам киноискусства.
В 2006 году была опубликована незаконченная рукопись его воспоминаний «За экраном». События и герои нескольких десятилетий истории советского кинематографа легли в основу повествования, свободного от обусловленных временем цензурных исключений и правок.
Похоронен на Востряковском кладбище.

## Семья
- Жена — Вероника Африкановна Ткачева-Маневич (урожденная Бехтерева, 1914—1994), по профессии зоотехник, работала ассистентом кинорежиссера.
- Дочь — Галина Иосифовна Маневич (род. 1939), киновед.
- Дочь — Елена Иосифовна Маневич (1946—2014), художник по костюмам.

## Фильмография

### Сценарист
- 1941 — Приёмщик катастроф (новелла в Боевом киносборнике № 7, совместно с Д. Ереминым)
- 1955 — Педагогическая поэма (совместно с А. Маслюковым, по одноимённому роману А. Макаренко)
- 1958 — Флаги на башнях (по одноимённому роману А. Макаренко)
- 1960 — Слепой музыкант (по одноименной повести В. Короленко)
- 1963 — Большие и маленькие
- 1964 — Гиперболоид инженера Гарина (по одноимённому роману А. Толстого)